# Windows Essentials
Windows Essentials (anciennement Windows Live Essentials et Windows Live Installer) est une série d'applications gratuites distribuée par Microsoft offrant des services basiques de boîte e-mail, de messagerie instantanée, de partage de photos, de blog, de sécurités ainsi que de nombreux autres entités tirées de Windows Live. 
Le contenu du pack a varié au fil de l'évolution des différents services de Microsoft,. Il a toujours été possible, lors du téléchargement, de décocher les programmes que l'on ne souhaitait pas acquérir.

## Logiciels actuels
- Mail, Client de messagerie ;
- Movie Maker, logiciel d'édition audio/video  ;
- Photo Gallery ;
- Writer, éditeur de blog
- OneDrive, qui permet d'afficher son espace en ligne comme un dossier classique et de le synchroniser en temps réel.

## Logiciels anciennement inclus
- Messenger, retiré du service en mai 2013, à la suite du rachat de Skype par Microsoft.
- Windows Live SkyDrive, entièrement refondé puis renommé OneDrive en 2014.
- Windows Live Sync, devenu Windows Live Mesh, service de stockage, de partage et de synchronisation de fichiers, dont les fonctionnalités ont été substituées par OneDrive, retiré en février 2013.
- Microsoft Security Essentials, antivirus, devenu Windows Defender et intégré à Windows.
- Microsoft Silverlight, plugin d'interface web, aujourd'hui intégré à Windows et disponible en téléchargement de façon autonome.
- Family Safety, logiciel de contrôle parental.
- Windows Live Toolbar.
- Office Outlook Connector et Complément Office Live, qui ont été inclus à partir d'Office 2010.